# 林熙春
林熙春（1552年—1631年），字志和，號仰晉，廣東潮州府海陽縣人，民籍，明朝政治人物。

## 生平
萬曆十年（1582年）壬午科廣東鄉試第三十名舉人，十一年（1583年）中式癸未科會試第一百十七名，三甲第一百五十七名進士。大理寺觀政，十二年授湖廣巴陵縣知縣，十三年充本省鄉試同考官，丁母憂，服闋，十八年起為將樂縣知縣，二十一年選授戶科給事中，巡視光禄寺，二十二年升禮科右給事中、十二月升兵科左給事中，巡視十庫，二十三年五月升工科都給事中，二十四年（1596年）二月因申救同僚言官降一级，謫茶陵州判官，三十四年升賀縣知縣。四十六年起升南京禮部儀制司郎中。
天啓元年（1621年）二月升光禄寺少卿，八月升太僕寺少卿，二年（1622年）五月升通政使司右通政，议以运军顺带兵器护漕资兵，有两利三便，十一月升太僕寺卿，管京营东西二路少卿事，三年（1623年）二月升添注太常寺卿，十一月改大理寺卿，四年（1624年）五月加升戶部左侍郎致仕，准驰驿回籍，病愈起用，崇禎四年（1631年）卒，终年80岁，贈尚書。
潮州牌坊街分司巷口立有“三世尚书”牌坊，为林瓚、林喬樌、林熙春祖孫三代而立。

## 家族
曾祖林養真；祖父林瓚；父林喬樌，母黃氏。具慶下。兄時炯。